# Dowra

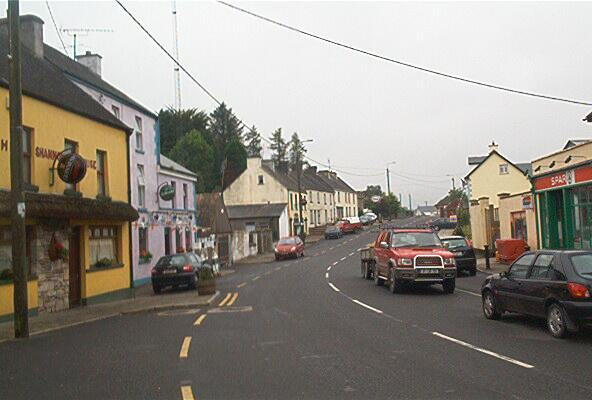
Dowra

Dowra (eller An Damhshraith på iriska, vilket betyder "oxens helgedom") är ett mindre samhälle i den nordöstra delen av grevskapet Cavan i Republiken Irland. Samhället grundades under sent 1800-tal, efter att den näraliggande byn Tober förstördes i ett jordskred.